# ریاضیات نسبیت عام
ریاضیات نسبیت عام به ساختارها وروشهای ریاضیاتی گوناگونی گفته می‌شود که در مطالعه و فرمولبندی نظریه نسبیت عام آلبرت اینشتین به کار می‌روند. ابزار اصلی در این نظریه هندسی، میدانهای تانسوری هستند که بر روی یک خمینه شبه ریمانی که فضازمان را نمایش می‌دهد، تعریف می‌شوند.

## چرا تانسور؟
اصل هموردایی عام بیان می‌کند که قوانین فیزیک باید در همه چارچوبهای مرجع شکل ریاضی یکسانی داشته باشند؛ و یکی از نظریه‌های محوری در ایجاد نسبیت عام بود. واژه «هموردایی عام» در فرمولبندیهای نخستین نظریه نسبیت به کار رفته بود. اگرچه هموردایی عام ویژگی تعریف کننده نسبیت عام نبست و برسر وضعیت کنونی آن در نسبیت عام اختلاف نظر هست، ویژگی ناوردایی قوانین فیزیکی که از اصل نتیجه می‌شد و همچنین هندسی بودن (هندسه‌هایی که اقلیدسی نیستند) ماهیت نظریه پیشنهاد می‌دادند که نسبیت عام باید به زبان تانسورها فرمولبندی شود.